# 卡拉弗里塔斯 (加利福尼亞州)
卡拉韋里塔斯（英語：Calaveritas）是位於美國加利福尼亞州卡拉韋拉斯縣的一個非建制地區。該地的面積和人口皆未知。

## 地理
卡拉韋里塔斯的座標為38°09′29″N 120°36′36″W / 38.15806°N 120.61000°W，而該地的平均海拔高度為338米（即1109英尺）。